# Донатас Венцявічюс
Донатас Венцявічюс (лит. Donatas Vencevičius; нар. 28 листопада 1973, Алітус, Литовська РСР) — литовський футболіст, півзахисник, тренер. Виступав за збірну Литви.

## Клубна кар'єра
Вихованець алітуського футболу, тренер — Антанас Бітаутас. 1984 року став срібним призером всесоюзного дитячого турніру «Шкіряний м'яч». Розпочав грати на дорослому рівні в 1990 році, у першому сезоні після виходу литовських команд із чемпіонату СРСР, за клуб вищої ліги Литви «Вільтіс», який представляв Олімпійський спортивний центр Вільнюса. 1991 року перейшов у найсильніший клуб країни тих часів — вільнюський «Жальгіріс», у його складі провів сім сезонів, зіграв понад 120 матчів у чемпіонатах Литви. Чемпіон та неодноразовий призер чемпіонату країни, володар Кубку Литви. У єврокубках зіграв за столичний клуб щонайменше 13 матчів та відзначився 5-ма голами.
Влітку 1997 року перейшов у польський клуб «Полонія» (Варшава), де приєднався до литовців Томаса Жвіргждаускаса і Гражвідаса Мікуленаса, які там грали. У сезоні 1997/98 років був основним гравцем клубу та став срібним призером чемпіонату Польщі. Потім втратив місце у складі та на початку 1999 року був відданий в оренду на півсезону до клубу другого дивізіону Польщі «Гурник» (Ленчна), з яким посів третє місце в турнірі в сезоні 1998/99. Влітку 1999 року повернувся до «Полонії», але зіграв лише один матч у чемпіонаті та 4 гри у єврокубках, після чого остаточно залишив клуб.
По ходу сезону 1999/00 років перейшов у датський «Копенгаген», провів у клубі три неповні сезони. У сезоні 2000/01 років зі своїм клубом переміг у чемпіонаті Данії. Під час зимової перерви сезону 2001/02 років перейшов до аутсайдера чемпіонату Норвегії «Старт» (Крістіансан). У Ті́ппелізі дебютував 14 квітня 2002 року в нічийному (1:1) поєдинку проти «Стабека», в якому вийшов у стартовому складі. 29 травня відзначився своїм першим голом за команду в першому турі кубку Норвегії в переможному (3:1) поєдинку проти «Арендаля». Захищав кольори клубу протягом одного сезону, зіграв 24 матчі та відзначився одним голом. У 2003 році приєднався до представника чемпіонату Мальти «Марсашлокк». У команді провів півроку. У 2005 році перейшов до аутсайдера чемпіонату Швеції «ГІФ Сундсвалль». 11 квітня 2005 року дебютував в Аллсвенскані в переможному (3:1) поєдинку проти «Ельфсборга». Також виступав на батьківщині за «Швесу»/«Вільнюс» та «Ветру». З «Ветрою» у 2006 році став бронзовим призером чемпіонату Литви, також брав участь у матчах Кубку Інтертото.
Після закінчення сезону 2006 року завершив професійну кар'єру. Але потім разом з тренерською роботою або ж у проміжках грав за «Швітуріс» (Маріямполе) у четвертому дивізіоні Литви та за «Вігри-2» у нижчих лігах Польщі. 

## Кар'єра в збірній
Викликався до молодіжної збірної Литви, зіграв 7 матчів та відзначився 2-ма голами у відбірному турнірі молодіжного чемпіонату Європи.
У національній збірній Литви дебютував 15 березня 1995 року у товариському матчі проти Польщі (1:4). Першим голом відзначився 10 вересня 2003 року у воротах Фарерських островів (3:1). Загалом у 1995—2005 роках зіграв 33 матчі та відзначився 2-ма голами за збірну.

## Кар'єра тренера
На початку 2007 року відразу після завершення кар'єри гравця увійшов до тренерського штабу клубу «Ветра», а в червні 2007 року призначений його головним тренером. За підсумками сезону клуб фінішував на п'ятому місці. У 2008—2009 роках входив до тренерського штабу клубу «Судува» (Маріямполе), а у 2010 році працював його головним тренером та привів команду до срібних нагород чемпіонату. 2009 року протягом чотирьох днів виконував обов'язки головного тренера польського клубу «ОКС Стоміл».
У травні 2011 року став головним тренером польського клубу «Вігри» (Сувалки) і очолював його протягом трьох сезонів. У квітні 2014 року перейшов на роботу помічника тренера, але у вересні 2015 року знову очолив «Вігри» та тренував клуб до березня 2016 року. З грудня 2016 по серпень 2017 року – головний тренер клубу вищої ліги Литви «Йонава». У 2018 році очолював клуб першої ліги «ДФК Дайнава» (Алітус), привів його до другого місця у турнірі, але у матчах за право виходу до вищого дивізіону клуб поступився. Півфіналіст Кубку Литви 2018 року.
З листопада 2018 року знову працював у тренерському штабі клубу «Вігри». Декілька разів виконував обов'язки головного тренера клубу. Водночас у 2019—2020 роках тренував молодіжну збірну Литви.

## Статистика виступів

### Клубна
| Рік         | Клуб                  | Країна       | Прапор   | Матчі | Голи |
| ----------- | --------------------- | ------------ | -------- | ----- | ---- |
| 1991        | «Жальгіріс» (Вільнюс) | А-ліга       | Литва    | 0     | 0    |
| 1991/92     | «Жальгіріс» (Вільнюс) | А-ліга       | Литва    | 13    | 0    |
| 1992/93     | «Жальгіріс» (Вільнюс) | А-ліга       | Литва    | 17    | 5    |
| 1993/94     | «Жальгіріс» (Вільнюс) | А-ліга       | Литва    | 22    | 7    |
| 1994/95     | «Жальгіріс» (Вільнюс) | А-ліга       | Литва    | 21    | 6    |
| 1995/96     | «Жальгіріс» (Вільнюс) | А-ліга       | Литва    | 26    | 10   |
| 1996/97     | «Жальгіріс» (Вільнюс) | А-ліга       | Литва    | 22    | 3    |
| 1997/98     | «Полонія» (Варшава)   | Екстракляса  | Польща   | 26    | 1    |
| 1998/99 (о) | «Полонія» (Варшава)   | Екстракляса  | Польща   | 6     | 1    |
| 1998/99 (в) | «Гурник» (Ленчна)     | II ліга      | Польща   |       |      |
| 1999/00 (о) | «Полонія» (Варшава)   | Екстракляса  | Польща   | 1     | 0    |
| 1999/00 (в) | «Копенгаген»          | Суперліга    | Данія    | 19    | 2    |
| 2000/01     | «Копенгаген»          | Суперліга    | Данія    | 25    | 0    |
| 2001/02 (j) | «Копенгаген»          | Суперліга    | Данія    | 1     | 0    |
| 2002        | «Старт»               | Ті́ппеліга    | Норвегія | 24    | 1    |
| 2003        | «Швієса»              | А-ліга       | Литва    | 17    | 3    |
| 2003/04     | «Марсашлокк»          | Прем'єр-ліга | Мальта   | 24    | 0    |
| 2004 (о)    | «Вільнюс»             | А-ліга       | Литва    | 10    | 2    |
| 2005        | «ГІФ Сундсвалль»      | Аллсвенскан  | Швеція   | 13    | 0    |
| 2005        | «Ветра»               | А-ліга       | Литва    | 17    | 0    |

### Голи за збірну
| #  | Дата            | Місце             | Суперник          | Рахунок | Результат | Змагання               |
| -- | --------------- | ----------------- | ----------------- | ------- | --------- | ---------------------- |
| 1. | 10 вересня 2003 | Фарерські острови | Фарерські острови | 2–0     | 3–1       | кваліфікація Євро 2004 |
| 2. | 5 червня 2004   | Португалія        | Португалія        | 1–2     | 1–4       | Товариський матч       |

## Досягнення
Як гравця
- А-ліга Литви
  -  Чемпіон (1): 1991/92
  -  Срібний призер (4): 1992/93, 1993/94, 1994/95, 1996/97
  -  Бронзовий призер (2): 1995/96, 2006

- Кубок Литви
  -  Володар (3): 1992/93, 1993/94, 1996/97
  -  Фіналіст (2): 1991/92, 1994/95

- Екстракляса
  -  Срібний призер (1): 1997/98

- Суперліга Данії
  -  Чемпіон (1): 2000/01

Як тренера
- А-ліга Литви
  -  Срібний призер (1): 2007